# Ortelsburger Kleinbahn
| Eröffnung der Ortelsburger Kleinbahn in Friedrichshof |                                         |                                                     |                                                     |
| Strecke Allenstein–Lyck 1938 |                                         |                                                     |                                                     |
| Kursbuchstrecke: | DR: 120e (1934) 136h (1941) 136p (1944) |                                                     |                                                     |
| Streckenlänge: | 27,0 km                                 |                                                     |                                                     |
| Spurweite: | 600 mm (Schmalspur)                     |                                                     |                                                     |
| |                                         |                                                     |                                                     |
| \| \| \| von Allenstein (Olsztyn) \| \| \| \| 0,0 \| Puppen Reichsbf. \| (Spychowo) \| \| \| \| nach Lyck (Ełk) \| \| \| \| 0,6 \| Puppen Kleinbf. \| (Spychowo Wąsk.) \| \| \| 4,0 \| Adamsverdruß \| (Szklarnia) \| \| \| 6,7 \| Farienen Sägewerk \| (Faryny Tartak) \| \| \| 8,3 \| Farienen Hp. \| (Faryny Przystanek) \| \| \| 9,2 \| Farienen Bahnhof \| (Faryny) \| \| \| 10,9 \| Lipniak/Lindenheim \| (Lipniak Kokoszki) \| \| \| 13,6 \| von Löbensche Morgen \| (Morgi/Kumielsk) \| \| \| 14,6 \| Friedrichshof Hp. \| (Rozogi Przystanek) \| \| \| 15,4 \| Friedrichshof \| (Rozogi) \| \| \| 19,2 \| Zawoyken/Lilienfelde \| (Zawojki) \| \| \| \| bis 1939: Staatsgrenze Deutsches Reich/Polen \| \| \| \| 20,5 \| Dąbrowy Wąsk. \| Dąbrowy Wąsk. \| \| \| \| heute: Woiwodschaftsgrenze Ermland-Masuren/Masowien \| \| \| \| 25,0 \| Myszyniec Stary \| Myszyniec Stary \| \| \| \| von Kolno \| \| \| \| 27,0 \| Myszyniec \| Myszyniec \| \| \| \| nach Grabowo \| \| |                                         |                                                     |                                                     |
| Strecke |                                         | von Allenstein (Olsztyn)                            | von Allenstein (Olsztyn)                            |
| Bahnhof | 0,0                                     | Puppen Reichsbf.                                    | (Spychowo)                                          |
| Abzweig ehemals geradeaus und nach links |                                         | nach Lyck (Ełk)                                     | nach Lyck (Ełk)                                     |
| Bahnhof (Strecke außer Betrieb) | 0,6                                     | Puppen Kleinbf.                                     | (Spychowo Wąsk.)                                    |
| Haltepunkt / Haltestelle (Strecke außer Betrieb) | 4,0                                     | Adamsverdruß                                        | (Szklarnia)                                         |
| Haltepunkt / Haltestelle (Strecke außer Betrieb) | 6,7                                     | Farienen Sägewerk                                   | (Faryny Tartak)                                     |
| Haltepunkt / Haltestelle (Strecke außer Betrieb) | 8,3                                     | Farienen Hp.                                        | (Faryny Przystanek)                                 |
| Bahnhof (Strecke außer Betrieb) | 9,2                                     | Farienen Bahnhof                                    | (Faryny)                                            |
| Haltepunkt / Haltestelle (Strecke außer Betrieb) | 10,9                                    | Lipniak/Lindenheim                                  | (Lipniak Kokoszki)                                  |
| Haltepunkt / Haltestelle (Strecke außer Betrieb) | 13,6                                    | von Löbensche Morgen                                | (Morgi/Kumielsk)                                    |
| Haltepunkt / Haltestelle (Strecke außer Betrieb) | 14,6                                    | Friedrichshof Hp.                                   | (Rozogi Przystanek)                                 |
| Bahnhof (Strecke außer Betrieb) | 15,4                                    | Friedrichshof                                       | (Rozogi)                                            |
| Haltepunkt / Haltestelle (Strecke außer Betrieb) | 19,2                                    | Zawoyken/Lilienfelde                                | (Zawojki)                                           |
| Grenze (Strecke außer Betrieb) |                                         | bis 1939: Staatsgrenze Deutsches Reich/Polen        | bis 1939: Staatsgrenze Deutsches Reich/Polen        |
| Haltepunkt / Haltestelle (Strecke außer Betrieb) | 20,5                                    | Dąbrowy Wąsk.                                       | Dąbrowy Wąsk.                                       |
| Grenze (Strecke außer Betrieb) |                                         | heute: Woiwodschaftsgrenze Ermland-Masuren/Masowien | heute: Woiwodschaftsgrenze Ermland-Masuren/Masowien |
| Haltepunkt / Haltestelle (Strecke außer Betrieb) | 25,0                                    | Myszyniec Stary                                     | Myszyniec Stary                                     |
| Abzweig geradeaus und von links (Strecke außer Betrieb) |                                         | von Kolno                                           | von Kolno                                           |
| Bahnhof (Strecke außer Betrieb) | 27,0                                    | Myszyniec                                           | Myszyniec                                           |
| Strecke (außer Betrieb) |                                         | nach Grabowo                                        | nach Grabowo                                        |

Die Ortelsburger Kleinbahn war ein kleiner Verkehrsbetrieb im Osten des ehemaligen Landkreises Ortelsburg in der Provinz Ostpreußen.

## Geschichte
Der Ostteil des Landkreises Ortelsburg war seit 1884 lediglich durch die Strecke Ortelsburg–Lyck der Preußischen Staatsbahn an das Eisenbahnnetz angeschlossen. Erst die Anforderungen des Militärs im Ersten Weltkrieg führten dort zum Bau einer Kleinbahn. Zur Erleichterung des Nachschubs im Grenzgebiet gegen Russland erbauten Eisenbahnpioniere in den Jahren 1915/16 eine Heeresfeldbahn in der Feldbahnspur von 600 mm vom Bahnhof Puppen in südlicher Richtung über Friedrichshof und weiter über die Grenze bis zu dem Knotenpunkt Myszyniec (Mischinietz), wo Schmalspurbahnen aus Ostrołęka (Ostrolenka), Łomża und Kolno zusammenkamen.
Nach dem Ersten Weltkrieg übernahm eine vom Kreis Ortelsburg zusammen mit dem Freistaat Preußen und der Provinz Ostpreußen gegründete Bahn die Strecke von Puppen bis Friedrichshof (der Rest der Strecke lag auf polnischem Gebiet) und
übergab sie am 16. Juni 1920 dem öffentlichen Verkehr. Den Betrieb führte die Ostdeutsche Eisenbahn-Gesellschaft in Königsberg. Die Ortelsburger Kleinbahn AG ging am 30. Juni 1924 in den Ostpreußischen Kleinbahnen AG auf.
Der Fahrplan war recht bescheiden. 1927 fuhren montags, mittwochs und samstags zwei Zugpaare, an den übrigen Werktagen nur ein Zugpaar, 1934 war täglich ein Zug vorgesehen, der mittags in Puppen ankam und am Nachmittag um 16.54 Uhr wieder zurück nach Friedrichshof fuhr. 1939 verkehrte nur dienstags, donnerstags und samstags ein Zugpaar. Seit dem 2. Juni 1930 setzte die Kleinbahn einen Omnibus auf der 35 Kilometer langen Linie Ortelsburg–Friedrichshof–Liebenberg ein; zwei Fahrten an Werktagen fuhren bis Friedrichshof, mittwochs und samstags war Liebenberg das Ziel.
Im Jahre 1939 standen folgende Fahrzeuge zur Verfügung: zwei Dampflokomotiven, vier Personen-, ein Pack- und 45 Güterwagen sowie ein Omnibus.
Im Zweiten Weltkrieg erlangte die Bahn, die kurz vor der Einstellung des Betriebes stand,  noch einmal eine gewisse Bedeutung. Sie wurde am 1. Juni 1940 der Deutschen Reichsbahn unterstellt. 1941 bis 1944 fuhren täglich drei Züge auf der wieder verlängerten Strecke bis Myszyniec, einer davon weiter bis Grabowo am Narew bei Ostrolenka, zeitweise Scharfenwiese genannt.
Ein Personenwagen, der auf einem Unterwagen der Heeresfeldbahn aufgebaut wurde, hat die Zeiten im Einsatz bei mehreren polnischen Schmalspurbahnen (und zuletzt als Schuppen) überlebt. Er stand restauriert bei dem Projekt Hein Schüttelborg in Malente im Einsatz.

## Betrieb in Polen
Nach dem Zweiten Weltkrieg wurde die Strecke noch bis 27. Mai 1962 über den ehemaligen Endbahnhof Myszyniec hinaus bis zum neuen Endbahnhof Grabowo Wąskotorowe betrieben. Das nicht zur ehemaligen Kleinbahn gehörende Streckenstück wurde am 1. April 1973 eingestellt.